# Bowling Green (Indiana)
Bowling Green è una comunità non incorporata degli Stati Uniti d'America nella contea di Clay nello Stato dell'Indiana. La popolazione era di 953 persone al censimento del 2000. Fa parte dell'area metropolitana di Terre Haute.

## Storia
Il primo ufficio postale a Bowling Green fu creato nel 1825. Bowling Green fu incorporata come città nel 1869. Secondo una fonte, probabilmente prende il nome dalla città di Bowling Green nella Virginia.